# Würzburg
Würzburg er en by ved floden Main i Franken i den tyske delstat Bayern. Den er sæde for Regierungsbezirk Unterfranken. Byen har godt 127.880 indbyggere og er den 5. største i fristaten Bayern.
Würzburg er sæde for det romersk-katolske Würzburg bispedømme grundlagt år 742 og Julius-Maximilians-Universität. Byen fejrede 2004 sit 1300-årsjubilæum.
Den imponerende fyrstbiskoppelige Würzburger Residenz i barok med slotshaver kom i 1981 på UNESCOs liste over verdens kulturarv.
Byen er udgangspunkt for turistruten Romantische Straße som ender i Füssen.

## Alter Kranen
Ved Mains venstre bred ligger en gammel muret kampestenskran Alter Kranen, som blev anvendt til lastning og losning af de mange lastpramme, som bragte varer til og fra byen.
Der er på muren ved den gamle kran en markering af flodens oversvømmelser gennem tiden.

## Eksterne hensvisninger
- Wikimedia Commons har flere filer relateret til Würzburg
- Bayerische Julius-Maximilians-Universität Würzburg
- http://www.mozartfest-wuerzburg.de/
- http://www.bachtage-wuerzburg.de/